# Lasionycta earina
Lasionycta earina är en fjärilsart som beskrevs av Morrison 1874. Lasionycta earina ingår i släktet Lasionycta och familjen nattflyn. Inga underarter finns listade i Catalogue of Life.